# Werner de Merode
Werner de Merode (* 25. März 1914; † 25. Dezember 1995 in Brüssel) war ein belgischer Diplomat.

## Leben
Werner de Merode, Mitglied des Adelsgeschlechts Merode, studierte Sozialwissenschaften, heiratete 1947 Mathilde Rolin hatte zwei Söhne und vier Töchter. 1944 war er bei der belgischen Exilregierung in London beschäftigt. Von 1944 bis 1946 war er an der belgischen Botschaft in Paris akkreditiert. Von 1946 bis 1948 wurde er im Außenministerium in Brüssel beschäftigt. Von 1948 bis 1951 wurde er in London zum Botschaftssekretär zweiter Klasse befördert. Von 1951 bis 1953 wurde er in Brüssel zum Botschaftsrat befördert. Von 1953 bis 1955 wurde er in Athen zum Botschaftssekretär zweiter Klasse und Botschaftsrat befördert. Von 1955 bis 1958 war er in Ottawa akkreditiert. Von 1958 bis 1959 war er ständiger Vertreter der belgischen Regierung bei der EWG.
Ab 1959 war er in Paris akkreditiert, wo er von 1963 bis 1965 bevollmächtigter Botschafter war. Von 1965 bis 1972 leitete er die Abteilung Europa in Brüssel und war Personalinspekteur. Von 1972 bis 1976 war er belgischer Botschafter beim Heiligen Stuhl. Von Dezember 1976 bis 1979 war er belgischer Botschafter in Paris. Ab 1980 saß er im Vorstand der belgischen Filiale der Banco di Roma.